# Mohave County
Mohave County är ett county ligger i nordvästra delen av delstaten Arizona i USA.  Enligt folkräkningen år 2010 var countyts folkmängd 200 186. Den administrativa huvudorten (county seat) är Kingman.
Del av Grand Canyon nationalpark, Pipe Springs nationalmonument och Hooverdammen ligger i countyt.

## Geografi
Enligt United States Census Bureau har countyt en total area på 34 886 km². 34 477 km² av den arean är land och 409 km² är vatten.

### Angränsande countyn
- Washington County, Utah - nord
- Kane County, Utah - nordöst
- Coconino County, Arizona - öst
- Yavapai County, Arizona - öst
- La Paz County, Arizona - syd
- San Bernardino County, Kalifornien - sydväst
- Clark County, Nevada - väst
- Lincoln County, Nevada - nordväst